# 2012年ロンドンオリンピックのアルバニア選手団
2012年ロンドンオリンピックのアルバニア選手団（2012ねんロンドンオリンピックのアルバニアせんしゅだん）は、2012年7月27日から8月12日までイギリスのロンドンで開催されたロンドンオリンピックアルバニア選手団の名簿。

## 選手団
- 人員: 選手 10人
- 開会式旗手: Romela Begaj

## 種目別選手・スタッフ名簿及び成績

### 陸上競技
- Adriatik Hoxha（男子砲丸投げ）17.58m 予選敗退
- Klodiana Shala（女子200m）怪我のため棄権

### 柔道
- マイリンダ・ケルメンディ（女子52kg級）2回戦敗退

### 射撃
- Arben Kucana（男子エアピストル、50mピストル）其々予選敗退

### 競泳
- シドニ・ホザ（男子100m自由形）51秒11 予選敗退
- ノエル・ボルシ（女子100mバタフライ）1分5秒49 予選敗退

### ウエイトリフティング
- Briken Calja（男子69kg級）9位
- Daniel Godelli（男子69kg級）記録無し
- Endri Karina（男子94kg級）14位
- Romela Begaj（女子58kg級）11位